# Trofeu internacional Bastianelli
El Trofeu internacional Bastianelli fou una competició ciclista d'un dia que es disputà a Atina (província de Frosinone). La primera edició va tenir lloc el 1977 i la darrera el 2015. Fou conegut com a Trofeu Bastianelli fins al 1992. El 2005 va entrar a formar part del calendari de l'UCI Europa Tour.

## Palmarès

### Fins al 1992
| - 1977: Vicenzo Pannone - 1978: Franco Grossi - 1979: Vincenzo Taglione - 1980: Francesco Cesarini - 1981: Antonio Marchionne - 1982: Raffaele Mollica | - 1983: Claudio Visci - 1984: Paolo Casconi - 1985: Davide Bracale - 1986: Vittorio Barlocci - 1987: Davide Brotini | - 1988: Daniele Bruni - 1989: Biagio Scarpato - 1990: Ezio Missori - 1991: Stefano Dante - 1992: Romualdo Apicella |

### A partir del 1993
| Any  | Vencedor               | Segon                  | Tercer                 |
| ---- | ---------------------- | ---------------------- | ---------------------- |
| 1993 | Samuele Schiavina      | Sandro Senesi          | Mauro Sandroni         |
| 1994 | Oscar Ferrero          | Ando Yasuhiro          | Daniele Cignali        |
| 1995 | Gianluca Vezzoli       | Mauro Sandroni         | Alberto Puerini        |
| 1996 | Fabio Sacchi           | Guisvan Piovaccari     | Andrea Fiori           |
| 1997 | Claudio Ainardi        | Romāns Vainšteins      | Marco Giroletti        |
| 1998 | Gianluca Tonetti       | Alessandro Volpe       | Ondřej Sosenka         |
| 1999 | Antonio Varriale       | Dimitri Valach         | Giuseppe Romano        |
| 2000 | Gianluca Fanfoni       | Andrei Tcherniakov     | Massimilliano Martella |
| 2001 | Massimilliano Martella | Mirko Puglioli         | Aitor Galdós           |
| 2002 | Vladislav Boríssov     | Domenico Pozzovivo     | Andrea Masciarelli     |
| 2003 | Jorg Strauss           | Francesco De Bonis     | Mariusz Wiesiak        |
| 2004 | Moisés Aldape Chávez   | Ruslan Pidgornyy       | Ivan Stević            |
| 2005 | Davide Torosantucci    | Massimilliano Martella | Manuele Spadi          |
| 2006 | Rocco Capasso          | Jure Kojcan            | Americo Novembrini     |
| 2007 | Francesco De Bonis     | Fabio Taborre          | Davide D'Angelo        |
| 2008 | Peter Kennaugh         | Mathieu Delarozière    | Francesco Rivera       |
| 2009 | Radoslav Rogina        | Ilya Gorodnichev       | Stefano Pirazzi        |
| 2010 | Carmelo Pantò          | Kristijan Đurasek      | Henry Frusto           |
| 2011 | Kristijan Đurasek      | Nathan Pertica         | Daniele Aldegheri      |
| 2012 | Luigi Miletta          | Carmelo Pantò          | Michael Freiberg       |
| 2013 | Maxat Ayazbayev        | Corrado Lampa          | Giorgio Cecchinel      |
| 2014 | Nicola Gaffurini       | Artur Fedosseyev       | Davide Pacchiardo      |
| 2015 | Michele Gazzara        | Nicola Gaffurini       | Lorenzo Rota           |